# Don Faircloth
Don Faircloth (eigentlich Donald Kevin Faircloth; * 26. November 1948) ist ein ehemaliger britischer Marathonläufer.
1970 siegte er beim Polytechnic Marathon und gewann für England startend bei den British Commonwealth Games in Edinburgh Bronze mit seiner persönlichen Bestzeit von 2:12:19 h.
1971 wurde er Zweiter beim Kyōto-Marathon. Im Jahr darauf folgte einem fünften Platz beim Maxol Marathon und einem Sieg beim Polytechnic Marathon ein sechster Platz beim Košice-Marathon. 1973 wurde er Neunter beim Maxol Marathon, 1974 Dritter beim Karl-Marx-Stadt-Marathon und 1975 Fünfter beim Harlow-Marathon.
1977 gewann er den Rotherham-Marathon sowie den Harlow-Marathon und 1980 den Barcelona-Marathon. Beim London-Marathon wurde er 1981 und 1982 jeweils Zehnter.